# Hotel Safi Metropolitan

Hotel Safi Metropolitan, también llamado "Metropolitan Center Torre III", es un rascacielos ubicado en la ciudad de San Pedro Garza García, dentro del área metropolitana de Monterrey, México. El edificio forma parte de un complejo llamado "Metropolitan Center" que consiste en 3 edificios, siendo el Hotel Safi Metropolitan el de mayor altura con 233 metros (220 metros sin antena) y 56 plantas. El edificio es de uso mixto como hotel, y oficinas. La propiedad del edificio corresponde a 
Safi Royal Luxury Hotels. La dirección del hotel es en la calle Lázaro Cárdenas 2000, Valle Oriente.

## Historia
El edificio fue propuesto en el 2011. La construcción se empezó en el 2016, siendo sus desarrolladores 
Motiva Desarrollos y Safi Royal Luxury Hotels, y finalizó en 2020, siendo el segundo edificio más alto de San Pedro Garza García, sólo por detrás de la Torre KOI y el tercero en el área metropolitana de Monterrey, superado justo ese mismo año por la Torre Obispado.

## Galería

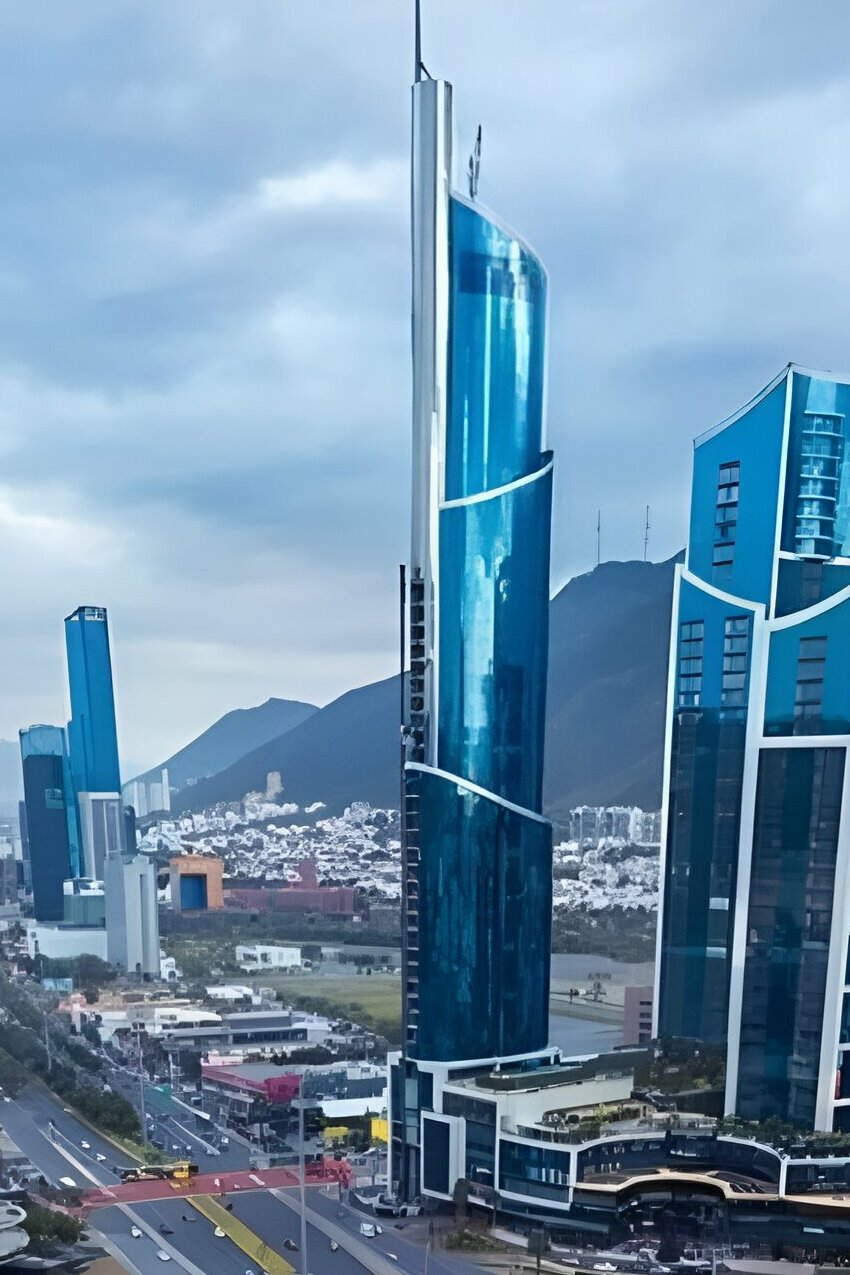
Hotel Safi Metropolitan, dentro del complejo Metropolitan Center.
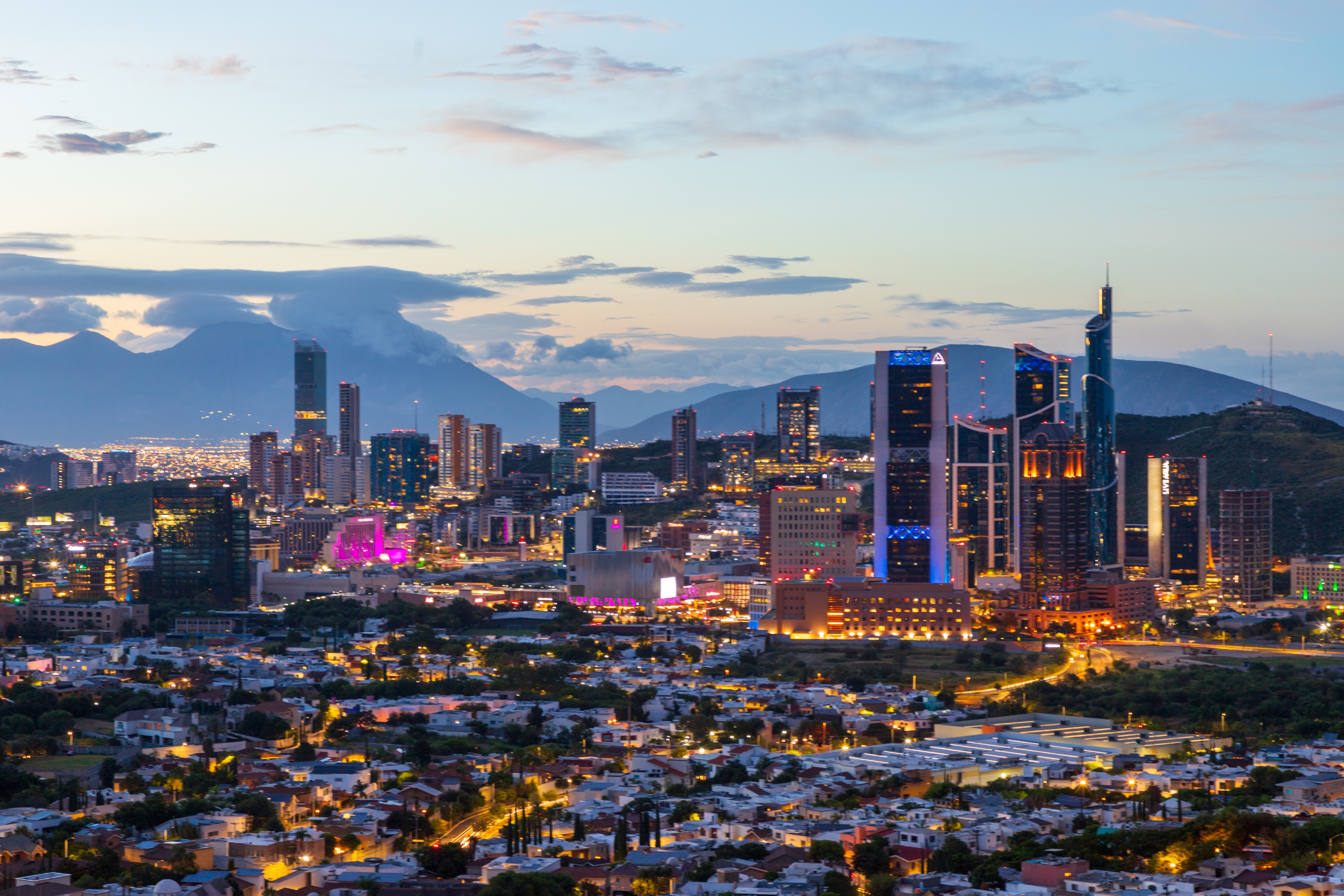
Panorama nocturno de San Pedro Garza García, con el Hotel Safi Metropolitan destacado a la derecha de la imagen, y a la izquierda de la imagen sobresale la Torre Obispado, el edificio más alto de Iberoamérica.